# Jesper Klein

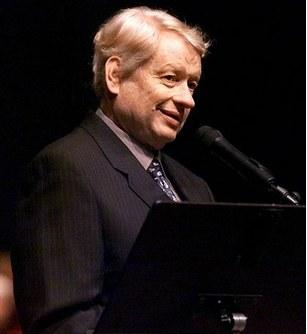
Jesper Klein (2003)

Jesper Klein (* 13. November 1944 in Næstved; † 22. August 2011 in Frederiksberg) war ein dänischer Schauspieler und Synchronsprecher.

## Leben
Klein hatte ursprünglich den Wunsch, Musiker zu werden, begann auch mit einem Studium und arbeitete als Barpianist, wandte sich jedoch im Jahr 1968 der Schauspielerei zu. Ohne eine klassische Ausbildung in diesem Beruf kam bereits 1969 großer Erfolg, als er auf der Bühne in Camel Lady spielte und im Film Balladen om Carl-Henning, für den er auch den dänischen Filmpreis Bodil erhielt, die Titelrolle interpretierte. Von nun an war er ein gefragter Darsteller meist komischer Rollen für den Film und, vornehmlich, für das Fernsehen. Besonders oft nahm er Angebote für Kinder- und Jugendprogramme an. 1974 bildete er mit Tom McEwan und Jess Ingerslev das musikalische komische Trio Avocets. 1984 erhielt Klein einen Robert für seine Rolle in Lieber Vater, ich bin sechzehn (Skønheden og udyret). Insgesamt wirkte er als Schauspieler vor der Kamera von 1968 bis 2011 in über 100 Film-und-Fernsehproduktionen mit. Als Bühnendarsteller trat er in Kabarett-Programmen unter anderem am Aarhus Teater, am Theater Helsingør, am Frederiksberg-Theater oder am Aalborg-Theater in Erscheinung. Klein führte von 1970 bis 1985 bei acht Spielfilmen die Regie und war auch als Drehbuchautor tätig.
Neben seinen darstellerischen Fähigkeiten wurde Klein auch als Synchronstimme für zahlreiche Charaktere gebucht, denen er mit einer großen Bandbreite von stimmlichen Interpretationen gerecht wurde; darunter waren zahlreiche Animations- und Puppenfilme. Auch als Erzähler war Klein gefragt.
Privat engagierte sich Klein in der Friedensbewegung und war UNICEF-Botschafter.
Jesper Klein war ab dem 2. September 1970 bis zu ihrem Tod mit der Schauspielerin Lykke Nielsen (1946–2006) verheiratet. Aus der Ehe gingen ein Sohn und eine Tochter hervor. Klein starb im August 2011 im Alter von 76 Jahren an den Folgen einer Leberkrebs-Erkrankung. Seine Grabstätte befindet sich auf dem Vor Frelsers Kirkegard in Kopenhagen.

## Filmografie (Auswahl)
- 1968: Das liebste Spiel
- 1969: Die Ballade von Carl-Henning (Balladen om Carl-Henning)
- 1970: Det
- 1970: Vier tolle Jungs der Prärie
- 1971: Guld til præriens skrappe drenge
- 1976: Henrik und Pernille
- 1976: Blind makker
- 1981: Die Olsenbande fliegt über die Planke
- 1982: Thorvald und Linda
- 1983: Lieber Vater, ich bin sechzehn (Skønheden og udyret)
- 1984: Samson & Sally (Synchronstimme von Samson)
- 1988: Nana
- 1989: Walter und Carlo in Amerika
- 1990: Casanova
- 1991: Der schöne Badetag
- 1992: Snooky – Mein allerbester Freund (Snøvsen)
- 1993: Hugo, das Dschungeltier (Synchronstimme von Hugo)
- 1997: Taxa (Fernsehserie, 1 Folge)
- 1998: Der (wirklich) allerletzte Streich der Olsenbande
- 1998: Baby Doom
- 2009: Sangen
- 2011: M for Markus